# 糙皮杜父魚
糙皮杜父魚，為輻鰭魚綱鮋形目杜父魚亞目杜父魚科的其中一種。被IUCN列為次及保育類動物，主要分布於美國加利福尼亞州沙斯塔山與Lassen郡皮特河流域。為底棲性魚類，生活於水深1至2公尺植物生長茂密、水質清澈的泥底質河川，體長可達9.6公分。

## 擴展閱讀
維基物種上的相關：糙皮杜父魚